# 삼신 (불교)

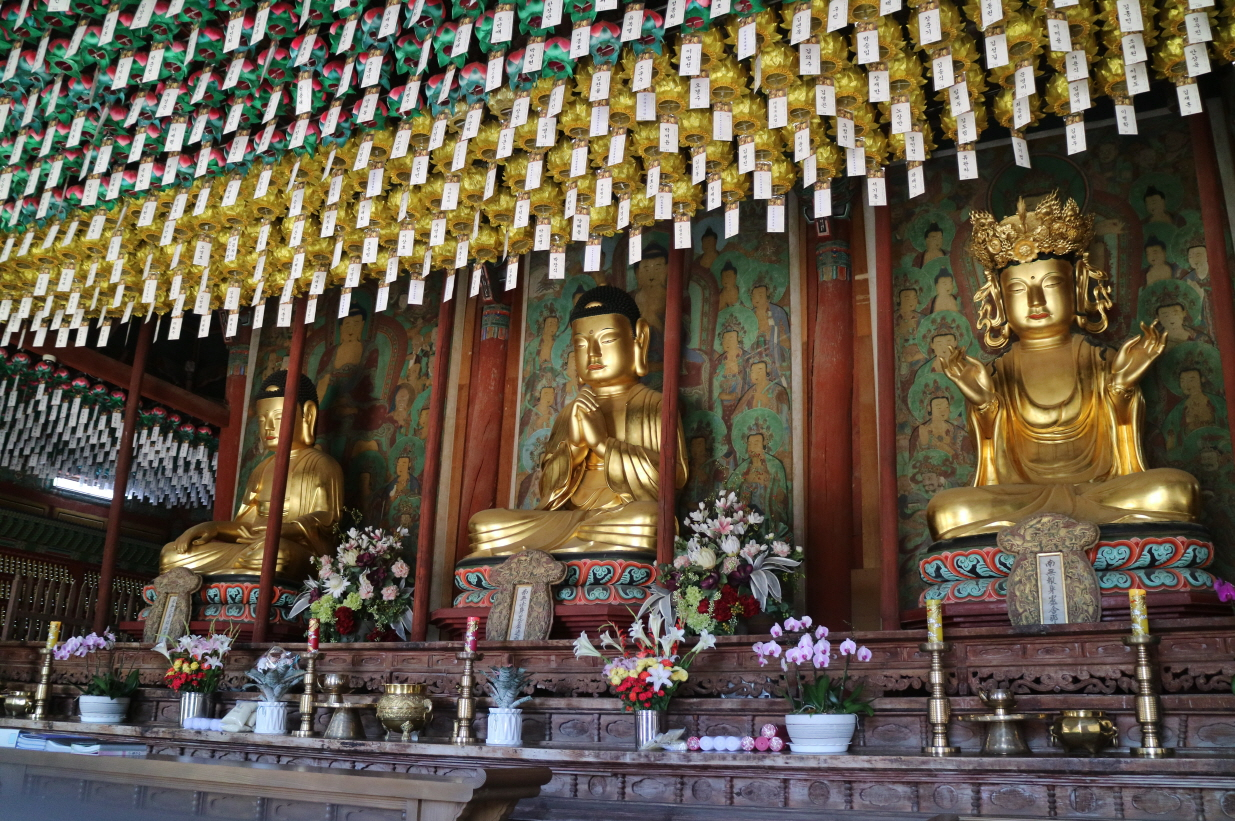
구례 화엄사 삼신불

삼신(三身 · Trikaya)은 부처의 여러가지 모습으로 법신(法身), 보신(報身), 응신(應身)을 말한다. 삼신설은 석가모니 부처가 열반에 든 후, 제자들이 '석가모니 부처가 열반 후에도 존재하는지, 존재한다고 하면 인격적 존재인지'에 대한 논의에서 나왔다.
깨달은 존재로서의 붓다에 대한 불교의 교의인 불신관(佛身觀)의 대표적인 견해로, 붓다는 법신(法身) · 보신(報身) · 응신(應身) 또는 화신(化身)의 3가지 몸을 가지고 있다는 사상 또는 교의이다.

## 석가모니의 열반과 대체 부처를 찾으려는 노력
고타마 붓다(=석가모니)가 80세로 입멸하고 나서도 제자들의 마음 속에서는 여전히 살아 있었다. 제자들은 붓다의 입멸은 다만 붓다가 자기들 눈앞에서 모습을 감춘 데 불과하다고 생각했다. 붓다의 생명은 영원한 것이며 붓다는 영원한 실재라고 생각하였다.
그러나 석가모니의 유골(遺骨)=사리만으로는 부족했다. 부처님을 대신할 수 있는 무언가를 찾으려고 했다. 이는 2가지의 노력으로 나타났다. 하나는 '석가모니와 별개의 존재인 부처'를 찾으려는 노력이고, 다른 하나는 '석가모니 부처를 여러 다른 부처'로 나누려는 노력이다.

## 석가모니와 별개인 부처의 등장
석가모니와 별개의 존재인 부처를 찾는 노력이 먼저 열매를 맺었다.

### 과거불과 미래불
불법은 석가모니가 만든 것이 아니라, 이미 존재하는 진리인 불법을 깨달은 이가 석가모니이다. 그래서 이미 존재하는 불법이라면 과거에도 부처가 있었을 것이고, 미래에도 부처가 출현한 것이라고 보았다.
그래서 과거불인 연등불(제화갈라보살)과 미래불인 미륵불(미륵보살)이 나타나게 되었다. 그러나 미래불은‘56억7000만년’이라는 시간이 필요했다.
그래서 현재 지구에는 없지만, 현재 존재하는 부처를 찾게 되었다.

### 타방불
타방불(他方佛) 혹은 타토불(他土佛)은 다른 세계(장소)에 있는 부처를 말한다. 서방정토에 있는 아미타불과 동방유리세계에 있는 약사여래불이 대표적이다.
그러나 타방불은 지금 이 세계에는 없으므로, 죽어서 그 세계에서 환생을 해야 만날 수 있다는 한계가 있었다.

## 비로자나불의 등장
석가모니 부처 이전에도 존재했던 불교의 진리(불법)를 형상화하고 이념화한 부처가 비로자나불이다.

## 이신설(二身說)
이신설은 석가모니 부처가 설한 가르침인 비로자나불을 ‘법신(法身)’으로 보고, 석가모니 부처의 당체를 ‘색신(色身)’으로 보는 관점이다. 법신은 비로자나불이고, 색신은 석가모니불이다.
그러나 법신(부처의 가르침)은 영원하지만 현실에서 볼 수 없고, 색신(석가모니)은 현실에서 제자들이 볼 수 있었지만 영원하지 못하여 열반(죽음)에 들었다. 영원성과 현실성을 모두 만족할 또 다른 대상이 필요했다.

## 삼신설(三身說)
삼신은 법신(法身) · 보신(報身) · 화신(化身) 또는 응신(應身)으로 이루어진다.
법신은 이신설과 마찬가지로 비로자나불이다. 삼신설에서의 화신 또는 응신은 이신설의 색신이다. 여기에 현실성과 영원성을 모두 갖춘 보신이 추가된 것이다.

### 법신
법신은 이신설에서와 마찬가지로 불법 그 자체인 비로자나불을 의미한다.
붓다가 설한 불멸의 진리 그 자체를 법신(法身) 비로자나불이라고 한다.

### 화신
불교경전에는 부처의 몸은 법 자체로 되어 있는데, 중생을 제도하기 위하여 중생과 같은 몸을 빌려서 온 것이라고 한다. 석가모니가 열반에 들 때에도, '자신의 몸에 의지말고 불법과 중생 스스로에게 의지하라.'고 하였다.
그러므로 법신이 세상 인간의 몸으로 나타난 것이 화신(化身)이다. 또한 세상 인간을 구제하기 위해 응현(應現)했다고 하여 응신(應身)이라고 부르기도 한다.

### 보신
응신 또는 화신으로서의 부처가 특별한 수행을 하여서, 그 과보로 법신의 영원성마저 성취한 것이 보신이다. 보신불을 예로 들자면, 다섯 겁에 걸친 특별한 수행을 통해 수명과 광명이 무량한 경지를 성취한 아미타불이 있다.
석가모니 또한 업보윤회설(業報輪廻說)에 기초하여서 보자면, 무한한 과거세(過去世)로부터 보살로서의 수행을 쌓은 과보(果報)로서 현세에 있어서 붓다가 될 수 있었다.

## 결론
이와 같이 법신(法身)과 생신(生身)의 2신설(二身說)이 우선 생각되었고, 여기에서 발전하여 법신 · 보신 · 응신 또는 화신의 3신설, 다시 나아가 4신설에로 발전해 갔다. 불신관의 발전은 불교에 있어서 인격신앙의 발전 · 성립을 뜻한다.

## 사진

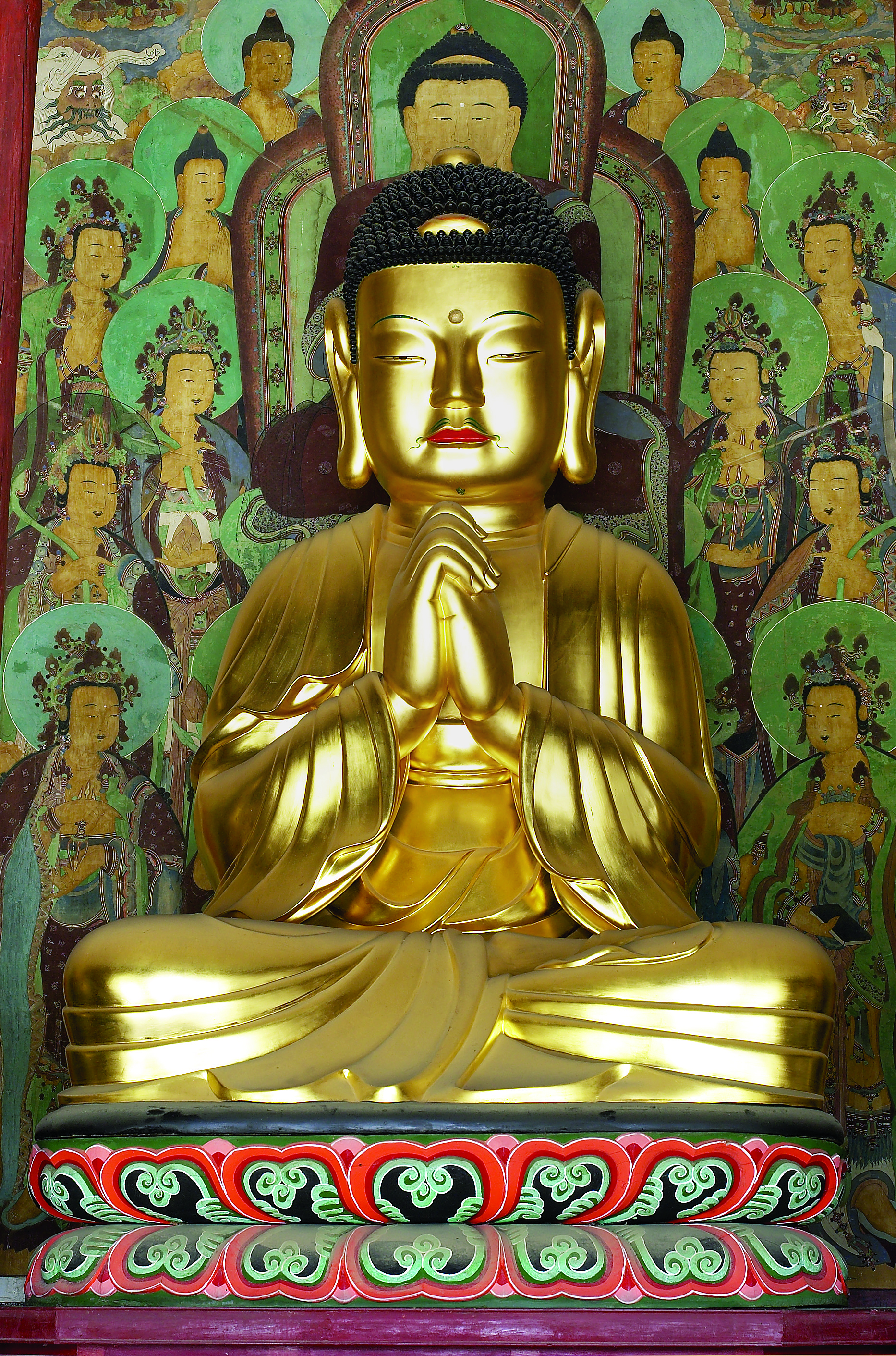
구례 화엄사 삼신불 중 비로자나불
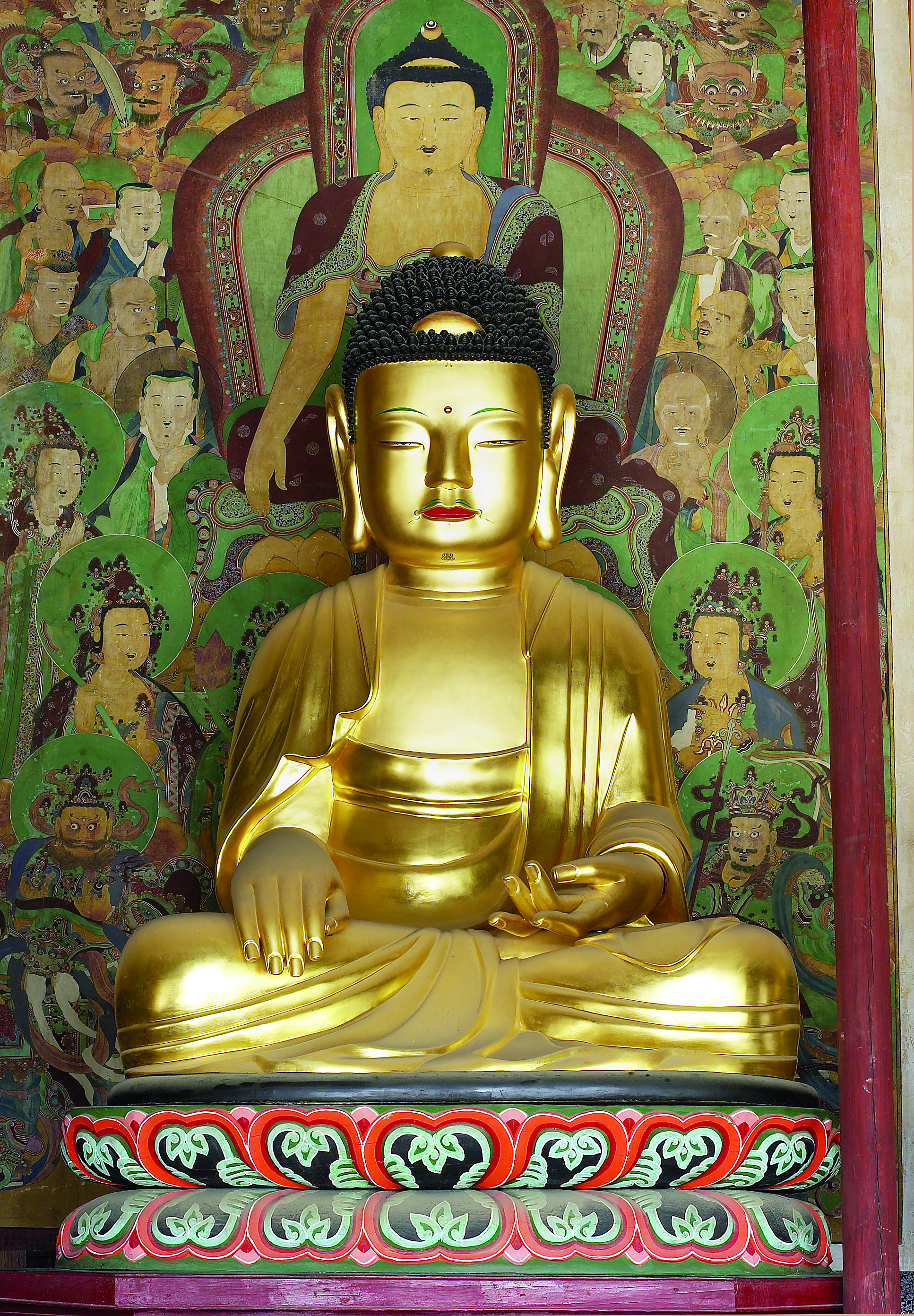
구례 화엄사 삼신불 중 석가여래불
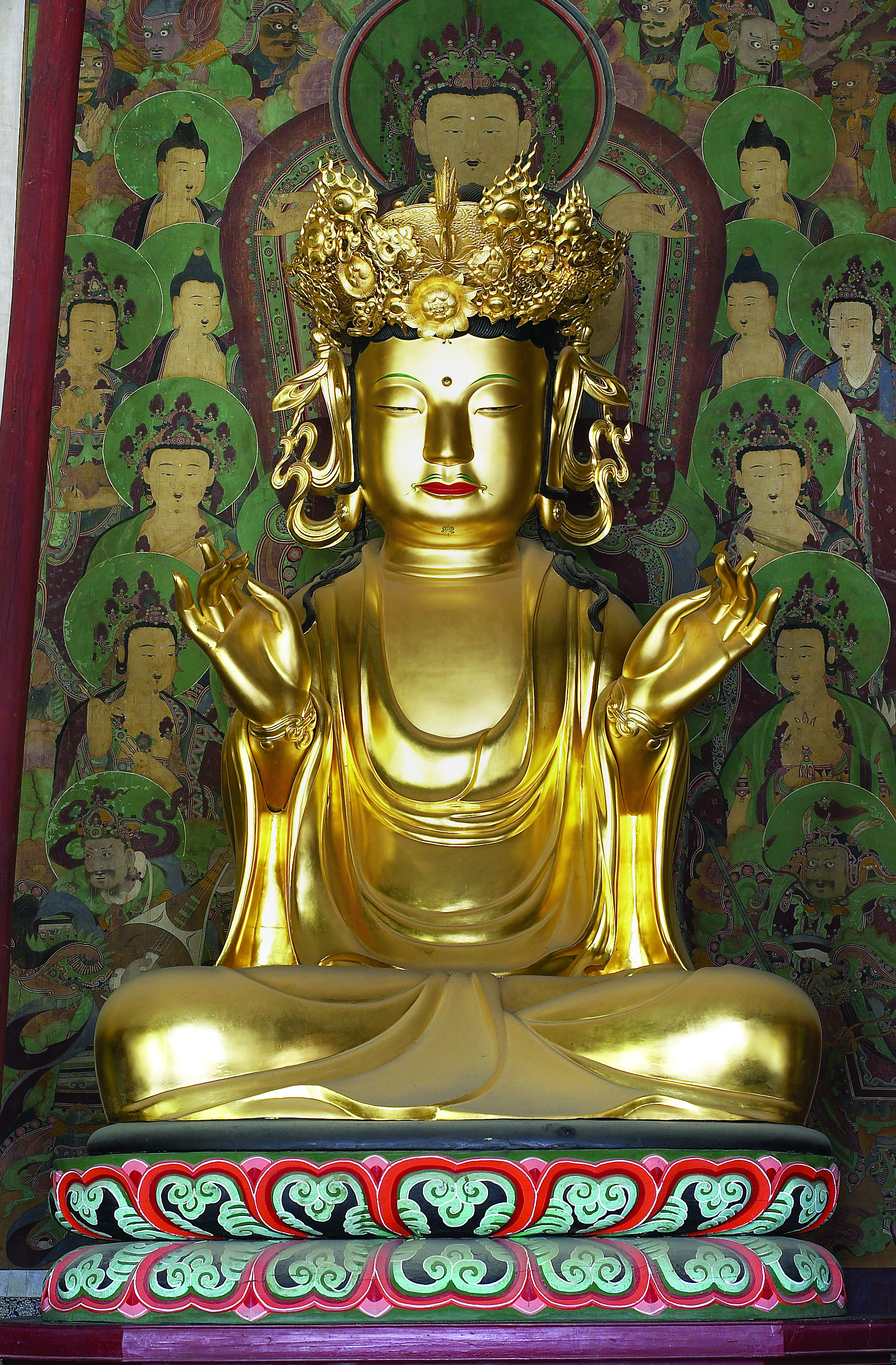
구례 화엄사 삼신불 중 노사나불

## 같이 보기
- 귀의
- 트리무르티
- 삼위일체

## 참고 문헌
- 이 문서에는 다음커뮤니케이션(현 카카오)에서 GFDL 또는 CC-SA 라이선스로 배포한 글로벌 세계대백과사전의 내용을 기초로 작성된 글이 포함되어 있습니다.